# Лая (селище)
Ла́я (рос. Лая) — селище у складі Горноуральського міського округу Свердловської області.
Населення — 214 осіб (2010, 270 у 2002).
Національний склад станом на 2002 рік: росіяни — 89 %.